# 20 000 лье под водой (фильм, 1916)
«20 000 лье под водой» (англ. 20,000 Leagues Under the Sea, 1916) — первая полнометражная экранизация одноимённого романа Жюля Верна.

## Сюжет
В фильме капитан Немо (Аллен Холубар) пытается отомстить Чарлзу Денверу (Уильям Уэлш), из-за которого погибла его жена. Для этого он строит гигантскую подводную лодку «Наутилус». Денвер прячет дочь капитана на отдалённом острове, куда заносит ураганом воздушный шар с пятью американцами. В это время «Наутилус» атакует в открытом море корабль, на котором плывёт профессор Аронакс (Дэн Хэнлон); профессор и его спутники оказываются на борту «Наутилуса» — сначала как пленники, а затем как гости капитана Немо.

## В ролях
- Аллен Холубар — капитан Немо
- Уильям Уэлш — Чарлз Денвер
- Дэн Хэнлон — профессор Аронакс

## Факты
- Фильм известен как одна из первых успешных попыток включить в художественную ленту настоящие подводные съёмки, для проведения которых киногруппа специально выезжала на Багамские Острова.
- Бюджет фильма составил 200 тыс. долларов.
- Премьера фильма в США состоялась 24 декабря 1916 года.